# یواس‌اس اینکردیبل (ای‌ام-۲۴۹)
یواس‌اس اینکردیبل (ای‌ام-۲۴۹) (به انگلیسی: USS Incredible (AM-249)) یک کشتی بود که طول آن ۱۸۴ فوت ۶ اینچ (۵۶٫۲۴ متر) بود. این کشتی در سال ۱۹۴۳ ساخته شد.